# Physopsis
Physopsis es un género de plantas con flores con 5 especies aceptadas, de las 8 descritas, perteneciente a la familia Lamiaceae. Es un endemismo estricto de Australia.

## Descripción
Son arbustos erectos o desparramados, siempreverdes, de hasta 1,20m de alto, con tallos de sección rondeada, cubiertos de un denso indumento de pelos ramificados. Las hojas, sin estípulas, son sésiles pero no decurrentes, opuestas y decusadas, aromáticas o no, de limbo entero con los bordes recurvados o revolutos. Las inflorescencias son terminales, en alargadas y densamente lanudas espigas de flores bibracteoladas, solitarias o grupos reducidos, sésiles o cortamente pediceladas, densamente decusadas. Dichas flores, actinomorfas y hermafroditas, tienen el cáliz tetralobulado con lóbulos triangular-deltoides, densamente lanudo exteriormente y glabro interiormente; es persistente pero no acrescente en la fructificación. La corola, de color amarillento-ocre, es también distalmente tetralobulada, con el tubo cilíndrico y los lóbulos todos iguales. Los estambres, sésiles o cortos, igualmente en número de 4, son introrsos y todos más o menos del mismo tamaño y de filamentos filiformes y glabros. El gineceo, prácticamente no lobado, es bilocular pero aparentemente tatralocular por el falso septo que lo divide; su estilo termina con un estigma único o muy cortamente bífido. El fruto, encerrado o no en el cáliz persistente, es una nuez seca, más o menos globosa, indehiscente, tetralocular y con una semilla por mericarpo.

## Taxonomía
El género fue originalmente descrito por Porphir Kiril Nicolai Stepanowitsch Turczaninow y descrito en Bulletin de la Société Impériale des Naturalistes de Moscou, vol. 22, nº 2, p. 34, 1849, con Physopsis spicata de especie tipo, quedando esta durante casi un siglo -1939- como única especie atribuida al género. 
Etimología
- Physopsis: vocablo construido con las palabras griegas φύσα, vejiga, hinchazón, búrbuja, y όψις, aspecto, parecido, semblanza; o sea «como una búrbuja», por la masa algodonosa/lanuda inflada que rodea el cáliz que, entonces, parece globoso.

## Especies
- Physopsis chrysophylla (C.A.Gardner) Rye, 1996
- Physopsis chrysotricha (F.Muell.) Rye, 1996
- Physopsis lachnostachya C.A.Gardner, 1939
- Physopsis spicata Turcz., 1849
- Physopsis viscida (E.Pritz.) Rye, 1996[1]